# Нэмэгэтинская свита
Нэмэгэтинская свита, нэмэгэтская свита, свита Нэмэгэт, или формация Нэмэгэт (англ. Nemegt Formation), — геологическое образование (свита или формация) в пустыне Гоби в Монголии, относящееся к верхнему мелу. Перекрывает барунгойотскую свиту. Свита состоит из песчаных речных отложений и содержит окаменелости рыб, черепах, крокодилов, птиц и разнообразных динозавров. Климат здесь был влажнее, чем в предыдущие периоды; там, судя по всему, существовали небольшие леса. Также здесь были обнаружены остатки растений.
Абсолютной датировки нэмэгэтинской свиты нет. Скорее всего, это был ранний маастрихт (71—69 млн л. н.). Палеонтолог Градзинский и другие считают возможным кампанский ярус, но более поздние исследования показывают обратное. Датировка кампанским ярусом уже не кажется убедительной, поскольку слои Алаг-Тээг (или нижняя Дьядохта, в местности Чулуут Уул) были радиометрически датированы примерно 73,5 млн л. н. или даже моложе (более новый — 71,6 ± 1,6 млн л. н.). С 73,5 (или, возможно, 72) млн л. н. Алаг-Тээг отделена от Нэмэгэт «классической» Дьядохтской (например, Баян Дзаг), верхней Дьядохтской формацией (Ухаа-Толгод) и Баруун Гоёот (Хульсан). Все эти промежуточные слои почти наверняка представляют собой промежуток более чем в 1,5 миллиона лет между Алаг-Тээг и началом Маастрихта (72,1 млн л. н., согласно последним датировкам). Наличие в формации остатков завролофов поддерживает датировку нижним маастрихтом, так как фоссилии этого рода динозавров происходят из нижнемаастрихтской формации Каньона Хорсшу в Северной Америке.

## Описание
Нэмэгэтинская свита (верхние слои) состоит из сланцев и песчаников, которые откладывались на территории древних озёр, ручьев и поймах рек. Местность Алтан Ула была описана Майклом Новачеком в 1996 году как «каньон, вырезанный из очень богатой серии осадочных пород» с «крутыми скалами и узкими размывами». Наличие окаменевшей древесины и остатки хвойных пород Araucariaceae свидетельствуют о том, что в маастрихте впадина Нэмэгэт поросла лесами, с высоким навесом, образованным высокими хвойными деревьями. Обследование фации скал этого формирования предполагает наличие потоков и русла реки, болота и мелководных озёр. Отложения также свидетельствуют о том, что тут существовала богатая среда обитания, с большим количеством разного вида корма, которым питались массивные меловые динозавры.

## Флора и фауна

### Целурозавры

#### Овирапторозавры
| Овирапторозавры из нэмэгэтинской свиты | Овирапторозавры из нэмэгэтинской свиты | Овирапторозавры из нэмэгэтинской свиты | Овирапторозавры из нэмэгэтинской свиты | Овирапторозавры из нэмэгэтинской свиты                                                      | Овирапторозавры из нэмэгэтинской свиты               | Овирапторозавры из нэмэгэтинской свиты |
| Род                                    | Вид                                    | Местоположение                         | Стратиграфическая позиция              | Материал                                                                                    | Примечания                                           | Картинки                               |
| -------------------------------------- | -------------------------------------- | -------------------------------------- | -------------------------------------- | ------------------------------------------------------------------------------------------- | ---------------------------------------------------- | -------------------------------------- |
| Ajancingenia                           | Ajancingenia yanshini                  | Умнеговь                               | Красные слои Хермин Цав                | Частичный скелет с черепом [и пять] фрагментов скелета.                                     | Овирапторид, также найденный в барунгойотской свите. |                                        |
| Avimimus                               | Avimimus portentosus                   |                                        |                                        |                                                                                             | Авимимид                                             |                                        |
| Elmisaurus                             | Elmisaurus rarus                       |                                        |                                        | [Три] ноги [и] кисть.                                                                       | Ценагнатид                                           |                                        |
| Conchoraptor                           | Conchoraptor gracilis                  | Умнеговь                               | Красные слои Хермин Цав                | Частичный скелет с черепом, [четыре] частичных черепа, [и] фрагментарный череп со скелетом. | Овирапторид                                          |                                        |
| Nemegtomaia                            | Nemegtomaia barsboldi                  |                                        |                                        |                                                                                             | Овирапторид                                          |                                        |
| Nomingia                               | Nomingia gobiensis                     |                                        |                                        | Частичный скелет.                                                                           |                                                      |                                        |
| Rinchenia                              | Rinchenia mongoliensis                 |                                        |                                        | Череп и фрагментарный скелет.                                                               | Овирапторид                                          |                                        |

#### Паравесы
| Паравесы из нэмэгэтинской свиты | Паравесы из нэмэгэтинской свиты | Паравесы из нэмэгэтинской свиты | Паравесы из нэмэгэтинской свиты | Паравесы из нэмэгэтинской свиты  | Паравесы из нэмэгэтинской свиты                      | Паравесы из нэмэгэтинской свиты |
| Род                             | Вид                             | Местонахождение                 | Стратиграфическая позиция       | Материал                         | Примечания                                           | Картинки                        |
| ------------------------------- | ------------------------------- | ------------------------------- | ------------------------------- | -------------------------------- | ---------------------------------------------------- | ------------------------------- |
| Adasaurus                       | Adasaurus mongoliensis          |                                 |                                 | Частичный череп и скелет         | Дромеозаврид                                         |                                 |
| Borogovia                       | Borogovia gracilicrus           |                                 |                                 | Частичные ноги                   | Троодонтид                                           |                                 |
| Gurilynia                       | Gurilynia nessovi               |                                 |                                 | Плечевой пояс и элементы крыльев | Энанциорнисовая птица                                |                                 |
| Judinornis                      | Judinornis nogontsavensis       |                                 |                                 | Позвонок                         | Гесперорнисообразное                                 |                                 |
| Saurornithoides                 | Saurornithoides junior          |                                 |                                 |                                  | Переклассифицирован в Zanabazar junior               |                                 |
| Teviornis                       | Teviornis gobiensis             |                                 |                                 |                                  | Гусеобразное, родственное современным уткам и гусям. |                                 |
| Tochisaurus                     | Tochisaurus nemegtensis         |                                 |                                 | Плюсна.                          | Троодонтид                                           |                                 |
| Zanabazar                       | Zanabazar junior                |                                 |                                 | Череп с фрагментарным скелетом.  | Троодонтид                                           |                                 |

#### Другие целурозавры
| Другие целурозавры из нэмэгэтинской свиты | Другие целурозавры из нэмэгэтинской свиты | Другие целурозавры из нэмэгэтинской свиты | Другие целурозавры из нэмэгэтинской свиты | Другие целурозавры из нэмэгэтинской свиты | Другие целурозавры из нэмэгэтинской свиты                                                                   | Другие целурозавры из нэмэгэтинской свиты |
| Род                                       | Вид                                       | Местонахождение                           | Стратиграфическая позиция                 | Материал | Примечания                                                                                                  | Картинки                                  |
| ----------------------------------------- | ----------------------------------------- | ----------------------------------------- | ----------------------------------------- | --- | --- | ----------------------------------------- |
| Alioramus                                 | Alioramus remotus                         |                                           |                                           | | Тираннозаврид, представленный фоссилиями из слоёв Ногоон Цав. Нэмэгэтские остатки переименованы в A. altai. |                                           |
| Alioramus                                 | Alioramus altai                           |                                           |                                           | | Тираннозаврид                                                                                               |                                           |
| Anserimimus                               | Anserimimus planinychus                   |                                           |                                           | Неполный скелет | Орнитомимид                                                                                                 |                                           |
| Bagaraatan                                | Bagaraatan ostromi                        |                                           |                                           | Фрагментарный череп и связанный скелет. | Целурозавр с неопределённой классификацией.                                                                 |                                           |
| Deinocheirus                              | Deinocheirus mirificus                    |                                           |                                           | Элементы рук, череп. Два новых образца составляют относительно полный скелет                                                                            | Гигантский орнитомимозавр                                                                                   |                                           |
| Gallimimus                                | Gallimimus bullatus                       |                                           |                                           | [Три] Относительно полных скелета, целый посткраниальный скелет, череп со связанным скелетом, [и] другие фрагменты скелета,, а также два других скелета | Орнитомимид                                                                                                 |                                           |
| Mononykus                                 | Mononykus olecranus                       |                                           |                                           | | Альваресзаврид                                                                                              |                                           |
| Raptorex                                  | Raptorex kreigsteni                       |                                           |                                           | | Тираннозаврид, возможно, Tarbosaurus.                                                                       |                                           |
| Tarbosaurus                               | Tarbosaurus bataar                        |                                           |                                           | "Череп и [два] скелета | Тираннозаврид                                                                                               |                                           |
| Therizinosaurus                           | Therizinosaurus cheloniformis             | Умнеговь                                  | Белые слои Хермин Цав                     | Элементы руки [и] ноги | Гигантский теризинозавр                                                                                     |                                           |

### Беспозвоночные
| Беспозвоночные из формации Нэмэгэт | Беспозвоночные из формации Нэмэгэт | Беспозвоночные из формации Нэмэгэт | Беспозвоночные из формации Нэмэгэт | Беспозвоночные из формации Нэмэгэт | Беспозвоночные из формации Нэмэгэт | Беспозвоночные из формации Нэмэгэт |
| Род                                | Вид                                | Местонахождение                    | Стратиграфическая позиция          | Изобилие                           | Примечания                         | Картинки                           |
| ---------------------------------- | ---------------------------------- | ---------------------------------- | ---------------------------------- | ---------------------------------- | ---------------------------------- | ---------------------------------- |
| Nemegtia                           |                                    |                                    |                                    |                                    | Ракушковые                         |                                    |

### Млекопитающие
| Млекопитающие из нэмэгэтинской свиты | Млекопитающие из нэмэгэтинской свиты | Млекопитающие из нэмэгэтинской свиты | Млекопитающие из нэмэгэтинской свиты | Млекопитающие из нэмэгэтинской свиты | Млекопитающие из нэмэгэтинской свиты | Млекопитающие из нэмэгэтинской свиты |
| Род                                  | Вид                                  | Местонахождение                      | Стратиграфическая позиция            | Изобилие                             | Примечания                           | Картинки                             |
| ------------------------------------ | ------------------------------------ | ------------------------------------ | ------------------------------------ | ------------------------------------ | ------------------------------------ | ------------------------------------ |
| Buginbaatar                          | Buginbaatar transaltaiensis          |                                      |                                      |                                      | Многобугорчатые                      |                                      |

### Птицетазовые
| Птицетазовые динозавры из формации Нэмэгэт | Птицетазовые динозавры из формации Нэмэгэт | Птицетазовые динозавры из формации Нэмэгэт | Птицетазовые динозавры из формации Нэмэгэт | Птицетазовые динозавры из формации Нэмэгэт                                | Птицетазовые динозавры из формации Нэмэгэт                                                 | Птицетазовые динозавры из формации Нэмэгэт |
| Род                                        | Вид                                        | Местонахождение                            | Стратиграфическая позиция                  | Материал                                                                  | Примечания                                                                                 | Картинки                                   |
| ------------------------------------------ | ------------------------------------------ | ------------------------------------------ | ------------------------------------------ | ------------------------------------------------------------------------- | ------------------------------------------------------------------------------------------ | ------------------------------------------ |
| Barsboldia                                 | Barsboldia sicinskii                       |                                            |                                            | Крестец [и] таз                                                           | Гадрозаврид                                                                                |                                            |
| Dyoplosaurus                               | Dyoplosaurus giganteus                     |                                            |                                            |                                                                           | Анкилозавр. Ранее синонимизировался с Tarchia kielanae, сейчас обозначен как nomen dubium. |                                            |
| Homalocephale                              | Homalocephale calathoceros                 |                                            |                                            |                                                                           | Пахицефалозаврид                                                                           |                                            |
| Prenocephale                               | Prenocephale prenes                        |                                            |                                            | Целый череп со связанным скелетом.                                        | Пахицефалозаврид                                                                           |                                            |
| Saichania                                  | Saichania chulsanensis                     |                                            |                                            | Целый череп                                                               | Анкилозавр, также найден в формации барунгойотской свите.                                  |                                            |
| Saurolophus                                | Saurolophus angustirostris                 |                                            |                                            | По меньшей мере [пятнадцать] образцов, включая сочленённый череп и скелет | Гадрозаврид                                                                                |                                            |
| Tarchia                                    | Tarchia teresae                            |                                            |                                            |                                                                           | Анкилозавр                                                                                 |                                            |

### Завроподы
| Завроподы из нэмэгэтинской свиты | Завроподы из нэмэгэтинской свиты | Завроподы из нэмэгэтинской свиты | Завроподы из нэмэгэтинской свиты | Завроподы из нэмэгэтинской свиты     | Завроподы из нэмэгэтинской свиты | Завроподы из нэмэгэтинской свиты |
| Род                              | Вид                              | Местоположение                   | Стратиграфическая позиция        | Материал                             | Примечания                       | Картинки                         |
| -------------------------------- | -------------------------------- | -------------------------------- | -------------------------------- | ------------------------------------ | -------------------------------- | -------------------------------- |
| Nemegtosaurus                    | Nemegtosaurus mongoliensis       |                                  |                                  | Череп                                | Титанозавр                       |                                  |
| Opisthocoelicaudia               | Opisthocoelicaudia skarzynskii   |                                  |                                  | Скелет без черепа и шейных позвонков | Титанозавр                       |                                  |

### Ископаемые яйца
| Ископаемые яйца из нэмэгэтинской свиты | Ископаемые яйца из нэмэгэтинской свиты | Ископаемые яйца из нэмэгэтинской свиты | Ископаемые яйца из нэмэгэтинской свиты | Ископаемые яйца из нэмэгэтинской свиты | Ископаемые яйца из нэмэгэтинской свиты | Ископаемые яйца из нэмэгэтинской свиты |
| Оород                                  | Оовид                                  | Местоположение                         | Стратиграфическая позиция              | Материал                               | Примечания                             | Картинки                               |
| -------------------------------------- | -------------------------------------- | -------------------------------------- | -------------------------------------- | -------------------------------------- | -------------------------------------- | -------------------------------------- |
| Laevisoolithus                         | Laevisoolithus sochavai                |                                        |                                        | Целое яйцо с трещиной                  | Отложено птицей или мелким тероподом.  |                                        |
| Subtiliolithus                         | Subtiliolithus microtuberculatus       |                                        |                                        | Фрагменты скорлупы                     |                                        |                                        |